# Bernès
Bernès (italià Bernezzo, piemontès Bërness) és un municipi italià, situat a la regió del Piemont. L'any 2007 tenia 3.494 habitants. Està situat a la Val Grana, dins de les Valls Occitanes. Limita amb els municipis de Caralh, Cervasca, Rittana, Roccasparvera i Valgrana

## Administració
| Període | Identitat                  | Partit        |
| ------- | -------------------------- | ------------- |
| 2004-   | Elio Michele Pietro Chesta | Llista cívica |